# Pentacomia egregia
Pentacomia egregia is een keversoort uit de familie van de loopkevers (Carabidae). De wetenschappelijke naam van de soort is voor het eerst geldig gepubliceerd in 1835 door Maximilien de Chaudoir.